# Feldatal (Naturschutzgebiet)
Koordinaten: 50° 41′ 32″ N, 9° 8′ 5″ O

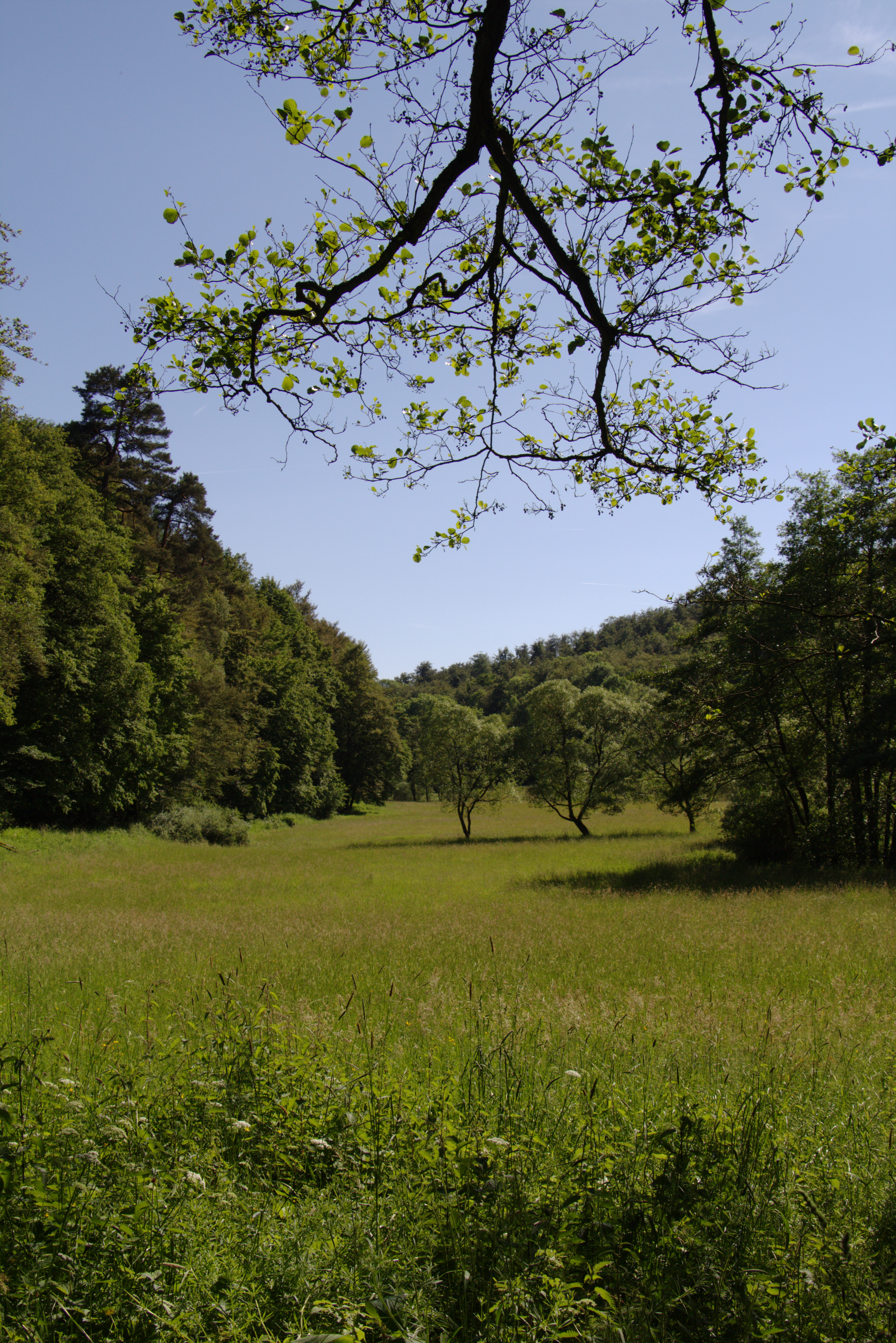
Naturschutzgebiet Feldatal (Juni 2014)

Das Naturschutzgebiet Feldatal liegt im Vogelsbergkreis in Hessen.
Das etwa 406 ha große Gebiet, das im Jahr 1993 unter der Kennung 1535031 unter Naturschutz gestellt wurde, erstreckt sich nordwestlich des Kernortes der Gemeinde Feldatal und südöstlich von Ehringshausen, einem Ortsteil der Gemeinde Gemünden (Felda), entlang der Felda, eines rechtsseitigen Zuflusses der oberen Ohm.
Durch das Gebiet hindurch verläuft die Landesstraße L 3071, am südöstlichen Rand verläuft die B 49. 